# جلال اکرامی
جلال اِکرامی (به تاجیکی: Ҷалол Икромӣ) (زادۀ ۲۰ سپتامبر [سبک قدیمی: ۷ سپتامبر] ۱۹۰۹ - درگذشتۀ ۱۱ آوریل ۱۹۹۳) یکی از نویسندگان نامدار کشور تاجیکستان است.

## زندگی‌نامه
او در سال ۱۹۰۹ میلادی در بخارا به دنیا آمد. او در دانشکدۀ تربیت معلم بخارا تحصیل کرد. نخستین نوشتۀ وی شبی در ریگستان بخارا نام دارد؛ او این نوشته را در سال ۱۹۲۷م در مجلۀ رهبر دانش به چاپ رساند.
جلال اکرامی در سال ۱۹۶۴م جایزۀ دولتی تاجیکستان به‌عنوان جایزۀ رودکی را دریافت کرد.
دل‌افروز اکرامی، فرزند جلال اکرامی داستان‌های کوتاه جلال آل‌احمد را با عنوان «مجموعه حکایه‌ها» به خط سریلیک در تاجیکستان چاپ و منتشر شد.

## آثار جلال اکرامی
- شادی (رمان) (استالین‌آباد ۱۹۴۰)
- زهره (حکایت) (استالین‌آباد ۱۹۴۰)
- گل کردن حیات، دربارهٔ قهرمان محنتی سوسیالیستی (استالین‌آباد ۱۹۴۷)
- من گناهگارم (استالین‌آباد ۱۹۵۸)
- حکایه و اُچِرک‌ها (استالین‌آباد ۱۹۶۰)
- دوازده دروازه بخارا: رمان (دوشنبه ۱۹۶۹)
- Prikliuchenijìa Safara-Makhsuma: roman (مسکو ۱۹۷۴)